# Euneura sopolis
Euneura sopolis är en stekelart som först beskrevs av Walker 1844.  Euneura sopolis ingår i släktet Euneura och familjen puppglanssteklar. Arten är reproducerande i Sverige. Inga underarter finns listade i Catalogue of Life.